# 평양인쇄공업대학
평양인쇄공업대학(平壤印刷工業大學)은 평양직할시 평천구역에 위치한 조선민주주의인민공화국의 대학이다.  인쇄부문의 과학자, 기술자를 양성하는 고등교육기관을 목표로 1984년 김책공업대학의 인쇄공학과와 인쇄기계과, 준기사를 양성하던 평양고등기계 및 인쇄전문학교가 통합되어 발족되었다.
인쇄공학부, 기계공학부, 인쇄자동화학부, 인쇄재료학부 등 학부와 인쇄공학과, 인쇄공정자동화학과를 비롯한 학부 및 학과로 구성되어 있으며,
인쇄실습공장과 기계실습공장이 있다.